# The Story of Thor
The Story of Thor: A Successor of The Light (ストーリー オブ トア 〜光を継ぐ者〜?, Sutōrī obu Toa 〜hikari o tsugu mono〜), pubblicato in Nord America con il titolo Beyond Oasis, è un videogioco di ruolo e azione, con visuale in prospettiva dall'alto, sviluppato da Ancient e pubblicato nel 1994 da SEGA per Sega Mega Drive.
In tutte le pubblicazioni in digitale è stato mantenuto il titolo statunitense, Beyond Oasis, il quale si può considerare coerente, ufficiale, definitivo, e il titolo The Story of Thor obsoleto.

## Trama
Il protagonista è un principe di nome Ali che viaggiando per una Terra di nome Oasis (da qui il titolo americano) trova un magico bracciale d'oro con gemma blu appartenuto a Reharl il primo mago della legenda, che gli consente anche d'interagire con quattro spiriti elementari:
- Dytto – spirito dell'acqua, fatina, ripristina la salute, spegne incendi.
- Bow – spirito delle piante, pianta carnivora, morde, apre porte, rallenta i nemici.
- Efreet – spirito del fuoco, djinn, incendia, ottimo in battaglia.
- Shade – spirito dell'ombra, ombra sinistra, rende invulnerabili, fa raggiungere sentieri nascosti.

Con l'aiuto di questi cerca di fermare la minaccia di Agito, mago possessore di un analogo manufatto d'argento con gemma rossa con potere rivolto verso il chaos e distruzione.

## Modalità di gioco
Il gameplay è orientato verso i giochi come Zelda e i picchiaduro a scorrimento, di fatto parte dei sviluppatori come Yukio Takahashi, Kataru Uchimura, Tetsuya Kawabata, Ayano Koshiro, Yuzo Koshiro hanno lavorato a Streets of Rage 2.
Il gioco presenta una mappa aperta con 10 luoghi da esplorare, diverse armi che si possono raccogliere come balestre, spade, bombe, e cibo per ripristinare la salute e la magia per interagire con i quattro spiriti. Esistono anche altre zone nascoste che concedono armi migliori.
Gli indicatori su schermo della salute e magia/spirito sono dinamici, se Ali si sposta verso destra queste si affiancheranno a sinistra e viceversa, quest'ultima la barra blu della magia e animata da un'icona in cima che ricorda l'occhio di Horo (dovrebbe rappresentare Reharl attraverso la gemma sul bracciale di Ali come presenza terrena), quest'occhio sulla barra si apre usando l'abilità sfera di luce premendo [A] e colpendo uno dei 4 elementi nell'ambiente richiama il relativo spirito, sia l'occhio che lo spirito rimarranno attivi fin quando c'è energia magica nella barra blu , questa si ricarica da sola alla luce del sole, nei dungeon(dove prevale Agito) bisogna consumare cibo specifico per ripristinarla.
La compatibilità del gamepad a sei bottoni consente accesso diretto a: [X]mappa; [Y]Armeria; [Z]cibo.
È presente anche la funzione salvataggio della partita tramite una batteria interna nella cartuccia del Mega Drive.

## Distribuzione
Commercializzato in America settentrionale nel 1995 come Beyond Oasis, in Francia con il nome La Légende de Thor. Il videogioco è stato distribuito anche per Wii tramite Virtual Console, convertito per Microsoft Windows e reso disponibile ne 2015 su Steam, oltre ad essere incluso nella compilation Sega Mega Drive Ultimate Collection, Sega Mega Drive and Genesis Classics e nella raccolta SEGA Forever.

## Serie
- Defenders of Oasis (1992) non canonico; un principe di Shanadar, una Terra di nome Oasis, una battaglia tra Ahura Mazda dio della luce e Ahriman dio delle tenebre, sviluppato e pubblicato da SEGA per Game Gear.[3]
- The Story of Thor (Beyond Oasis, 1994)
- The Story of Thor 2 (The Legend of Oasis, 1996) prequel canonico; narra gli eventi antecedenti, il protagonista è Leon, sviluppato sempre da Ancient e pubblicato da Sega per Saturn.

## Incoerenze

### Thor
Il Thor citato nel titolo non viene menzionato o appare da nessuna parte nel gioco, è una traduzione/localizzata di Toa (o Tor se si aggiunge una separazione). Nella versione originale giapponese Ali di OASIS è Luo di Poseidonia; alcuni citano un'intervista a Tony Van di Sega of America dove disse che sia il titolo Story of Thor e nome Thor erano stati pianificati per la localizzazione europea, poi non proprio attuata, altri sostengono che TOA venga inteso come luogo, dimensione spirituale astratta dove avviene il leggendario scontro tra i maghi Reharl contro Agito. Tale riferimento non viene usato neanche nei manuali informativi e suggerisce una mancata collaborazione tra il team di sviluppo e il team di localizzazione, marketing.

### Manuale
Nelle versioni del manuale europeo del gioco indica che i tasti del gamepad X, Y, Z non hanno nessuna funzione.

### Universo
Defenders of Oasis (1992) stesso mondo Oasis, Iconografia, nessuna relazione canonica.

## Accoglienza
Sull'aggregatore GameRankings la versione per Mega Drive ha ricevuto 78/100 e quella per dispositivi iOS 80/100.